# Rodrigo Contreras
Rodrigo Contreras Pinzón (ur. 2 czerwca 1994 w Villapinzón) – kolumbijski kolarz szosowy.

## Osiągnięcia
Opracowano na podstawie:

2013
- 1. miejsce na 6. etapie Vuelta a Bolivia

2014
- 2. miejsce w mistrzostwach Kolumbii U23 (jazda indywidualna na czas)
- 1. miejsce w mistrzostwach panamerykańskich U23 (jazda indywidualna na czas)

2015
- 1. miejsce w klasyfikacji młodzieżowej Tour de San Luis
- 1. miejsce na 1. etapie Czech Cycling Tour (jazda drużynowa na czas)

2016
- 1. miejsce na 1. etapie Tour de San Luis (jazda drużynowa na czas)

2017
- 2. miejsce w mistrzostwach Kolumbii (jazda indywidualna na czas)
- 2. miejsce w mistrzostwach panamerykańskich (jazda indywidualna na czas)

2018
- 1. miejsce w igrzyskach panamerykańskich (jazda indywidualna na czas)
- 1. miejsce w igrzyskach Ameryki Środkowej i Karaibów (jazda indywidualna na czas)

2019
- 1. miejsce na 8. etapie Tour du Rwanda

2022
- 1. miejsce w mistrzostwach panamerykańskich (jazda indywidualna na czas)
- 1. miejsce na 10. etapie Vuelta a Colombia

## Rankingi
| Rok              | 2014 | 2015 | 2016  | 2017 | 2018  | 2019 | 2020  | 2021  | 2022 | 2023  | 2024 |
| ---------------- | ---- | ---- | ----- | ---- | ----- | ---- | ----- | ----- | ---- | ----- | ---- |
| World Ranking    |      |      | 2386. | 818. | 1293. | 819. | 1279. | 1189. | 638. | 1042. | 341. |
| UCI America Tour | 54.  | 141. | 470.  | 36.  | 114.  | 97.  | 107.  | 170.  | 55.  | -     | 34.  |
|                  |      |      |       |      |       |      |       |       |      |       |      |
| Źródło: UCI      |      |      |       |      |       |      |       |       |      |       |      |